# Ascorhynchus somaliensis
Ascorhynchus somaliensis là một loài nhện biển trong họ Ascorhynchidae. Loài này thuộc chi Ascorhynchus. Ascorhynchus somaliensis được miêu tả khoa học năm 1994 bởi Stock.